# 科斯蒂亞縣 (科羅拉多州)
科斯蒂亞县（英語：Costilla County）是美国科羅拉多州南部的一個縣，南鄰新墨西哥州，面積3,187平方公里。根據2020年美國人口普查，共有人口3,499人。縣治聖路易斯（San Luis）。該縣成立於1861年11月1日，是該州最早成立的十七個縣之一；縣名來自科斯蒂亞溪。